# Fanuel Kenosi
Fanuel Kenosi (ur. 3 maja 1988) – lekkoatleta z Botswany specjalizujący się w biegu na 200 metrów. Uczestniczył w Letnich Igrzyskach Olimpijskich 2008.

## Rekordy życiowe
| Dystans            | Wynik | Miejsce     | Data            |
| ------------------ | ----- | ----------- | --------------- |
| Bieg na 100 metrów | 10.58 | Algier      | 18 lipca 2007   |
| Bieg na 200 metrów | 20.72 | Addis Abeba | 4 maja 2008     |
| Bieg na 400 metrów | 47.09 | Réduit      | 6 kwietnia 2008 |

## Najlepsze wyniki w sezonie
Bieg na 200 metrów
| Rok  | Wynik | Miejsce     | Data             |
| ---- | ----- | ----------- | ---------------- |
| 2007 | 21.14 | Algier      | 21 lipca 2007    |
| 2008 | 20.72 | Addis Abeba | 4 maja 2008      |
| 2009 | 21.75 | Berlin      | 18 sierpnia 2009 |
| 2010 | 20.89 | Nairobi     | 31 lipca 2010    |
| 2012 | 21.96 | Porto-Novo  | 30 czerwca 2012  |